# Helena M.L. Forbes
Helena Madeleine Lamont Forbes (Forfar, Angus, Escòcia, 11 de setembre de 1900 - Durban, Sud-àfrica, 5 de setembre de 1959) va ser una botànica escocesa.

## Vida i obra
De ben jove va anar amb la seva família a viure a Sud-àfrica. Entre el 1938 i 1940 va treballar als Kew Gardens i entre 1940 i 1955 al KwaZulu-Natal Herbarium.
Va estudiar i descriure plantes principalment endèmiques de Sud-àfrica.

## Abreviatura
L'abreviatura H.M.L.Forbes s'empra per indicar Helena M.L. Forbes com autoritat en la descripció i classificació científica dels vegetals.